# 阿难答
阿难答（1273年？—1307年6月2日）是元世祖忽必烈之孙，忽必烈三子秦王忙哥剌之子，封安西王，统辖西夏之地，后在宫廷争斗中被元武宗海山处死。忙哥剌也是一個穆斯林。
阿难答信奉伊斯兰教，其部下十五萬軍人也受到他的影響大多是穆斯林。他是元朝歷史上唯一有能力爭奪帝位的穆斯林，勢力西到吐蕃，南到四川，西北到吐魯番。
拉施德丁說，由於忙哥剌忙於征戰，他把阿難答交給一位中亞穆斯林蔑克帖兒·哈散·阿黑塔赤撫養，他的妻子祖來哈把他奶大，耳濡目染之下，他信仰伊斯蘭教。元成宗曾就此干涉他的信仰，因他為蒙古兒童行割禮，可是回回人大力支持他。
大德十一年（1307年）春，元成宗去世，阿難答與海山爭奪帝位，失敗後被捕。大德十一年五月初二日（1307年6月2日），斩于上都。他的部下退入西北吐魯番。